# Burundis nationalvåben
Burundis nationalvåben består af et rødt skjold med et løvehoved. Bag skjoldet er der tre krydsede traditionelle afrikanske spyd. Under skjoldet ses et bånd med landets valgsprog på fransk: Unité, Travail, Progrès ("Enighed, Arbejde, Fremskridt").
| Artikelstump | Spire Denne artikel om et rigsvåben eller statsvåben er en spire som bør udbygges. Du er velkommen til at hjælpe Wikipedia ved at udvide den. |